# Тату-зависимость

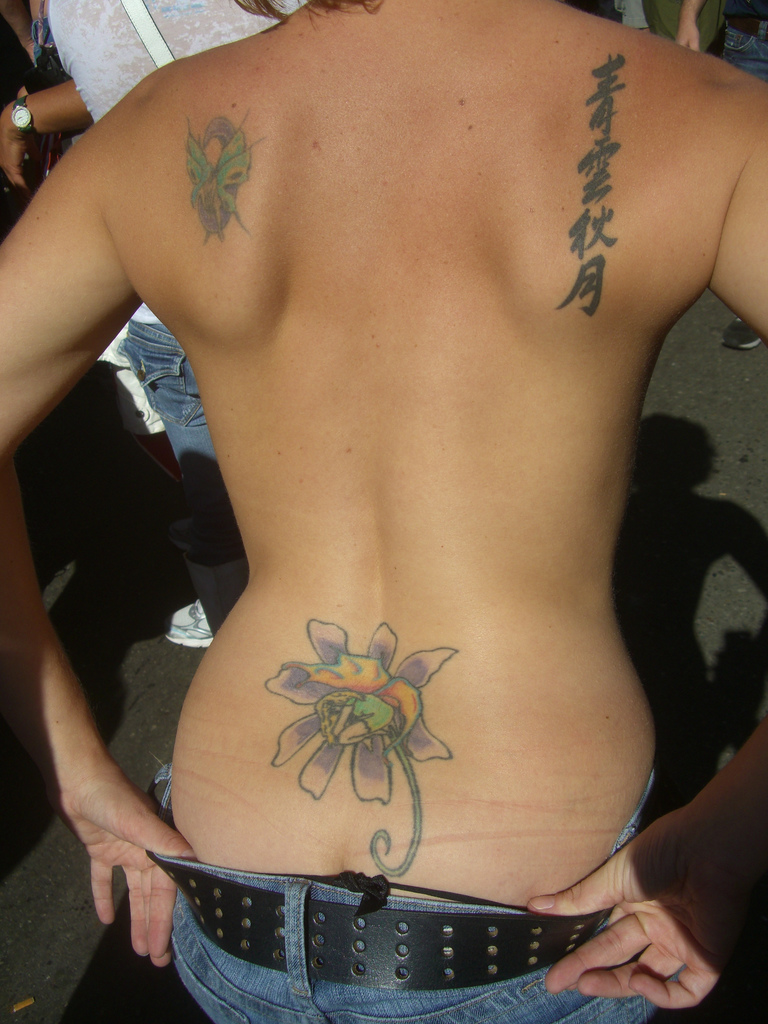

Тату-зависимость, жарг.  «синяя болезнь»  — термин, употребляемый в среде как мастеров татуировки, так и обычных носителей татуировок, для характеристики формы психологической зависимости от данного типа модификации тела. Обладателем «синей болезни», как правило, является человек, который сделал первую татуировку, подчас небольшую, и через некоторое время начал испытывать непреодолимое желание продолжить работать над украшением своего тела. В особо серьёзном случае такой человек через несколько лет оказывается покрыт разнообразными татуировками на различную тематику, набитых разными мастерами и в разных стилях.

## Факторы возникновения

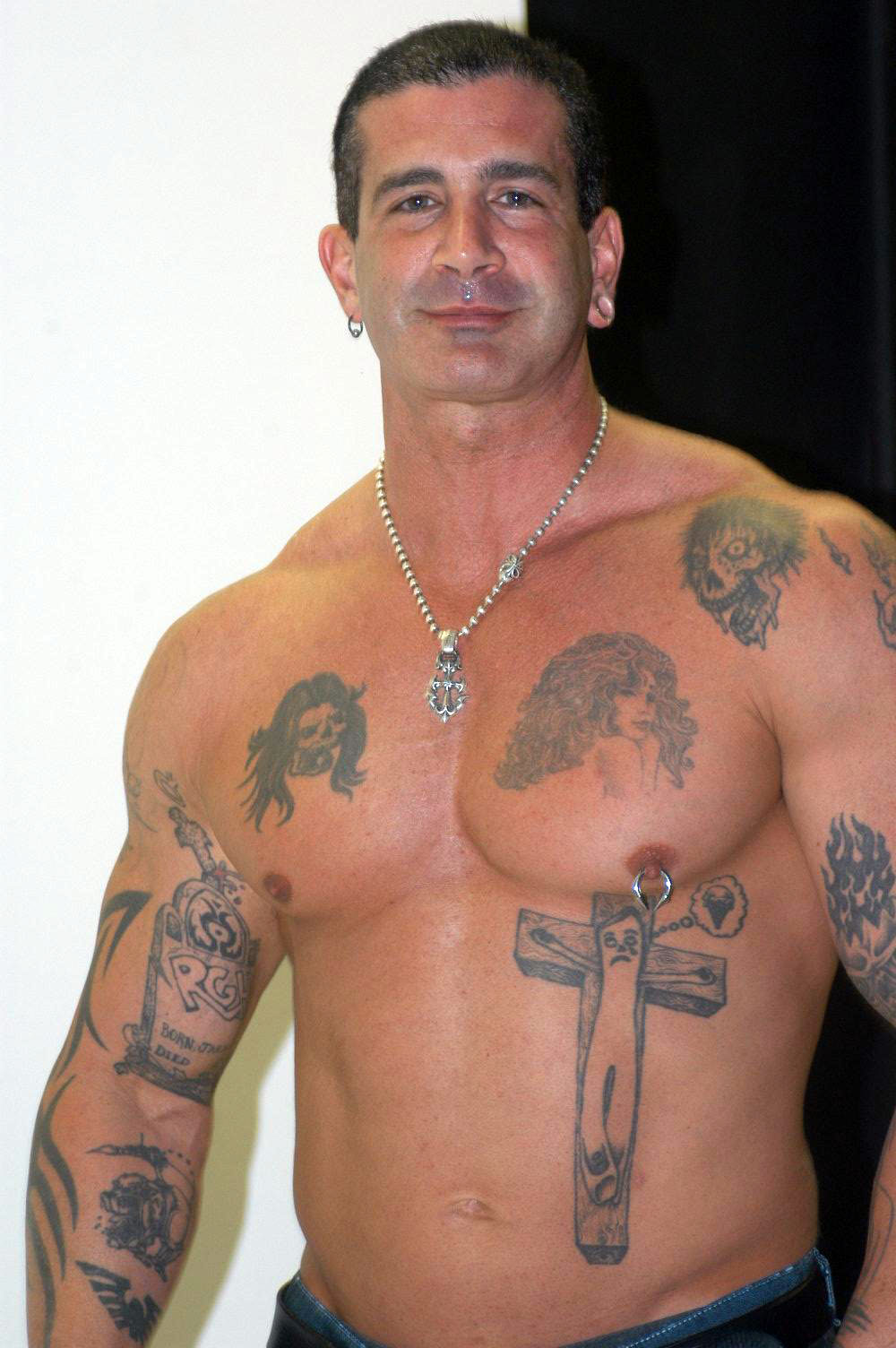

Мастера-татуировщики на собственном опыте в интервью формулируют несколько факторов возникновения такой зависимости:
- «Почвой для возникновения может послужить человеческая глупость и невежество»[11]. Некоторые клиенты делают себе первую татуировку не продумав и у неграмотных мастеров. Впоследствии происходит переоценка сделанного, и вместо того, чтобы кардинально перебить татуировку на более художественную и на этом закончить, клиент придумывает к ней «продолжение» — «лепит бутерброды», пытается её модифицировать, что приводит к повторению уже пройденных этапов. Мастера отмечают, что если первая татуировка была высокого качества и тщательно продуманной, желание сделать вторую у клиента возникает реже.

- Некоторая форма адреналиновой зависимости: «это сладострастные ощущения, которые испытывают люди в момент нанесения татуировки. Многие татуируемые признаются, что ношение татуировки не приносит такое удовольствие, как ощущения при её нанесении. Чувствуется ощутимый эмоциональный подъём, невзгоды кажутся ничтожными по сравнению с испытанными чувствами»[11]. Если клиенту понравилась татуировка, то в какой-то период после её появления он ощущает себя «новым человеком» (женщины с такой же целью иногда перекрашивают волосы) и способен свернуть горы. Постепенно к тату привыкают, эмоции притупляются, и тогда возникает желание вновь испытать такой подъем[12].

Предположительно является лёгкой формой дисморфомании.

## Статистика
Мирна Л. Армстронг, профессор техасского университета, изучающая психологические и культурные механизмы, отвечающие за увлечение татуировкой, произвела статистические подсчеты на тему Tattoo Addiction и выяснила, что около 40 % всех людей, сделавших татуировку, возвращались в тату-салон снова и в настоящий момент имеют две или более татуировки — вне зависимости от того, к какой социальной группе они принадлежали.

## В культуре
- Выражение «Синяя болезнь» использовалось музыкальной группой «Коловрат» для названия песни о татуировках с альбома «Кровь патриотов» (1999).[14]